# Sunrise Avenue
Sunrise Avenue es un quinteto de rock finlandés. Su estilo varía desde el hard rock dinámico hasta baladas más melódicas. Su sencillo más importante fue "Fairytale Gone Bad", el cual alcanzó el número uno en mucho países.
El 2 de diciembre de 2019, en una conferencia de prensa local e internacional desde el Hotel Clarion, en Helsinki, Finlandia, la banda anunció su separación. La conferencia fue transmitida a través de la página oficial de Facebook de la banda, así como en su canal de YouTube. Al finalizar dicha conferencia, también interpretaron lo que sería su último sencillo, titulado "Thank You For Everything", que contiene referencias a éxitos previos como "Prisoner in Paradise" o "Fairytale Gone Bad".
Además, la banda extendió su tour a siete fechas más en cuatro países: Alemania, Suiza, Austria y Finlandia, siendo el 15 de agosto de 2020 el día de su último concierto, en el Estadio Olímpico de Helsinki.

## Integrantes
- Samu Haber (nacido el 2 de abril de 1976 en Helsinki) (Compositor, Vocalista, Guitarra)
- Raul Ruutu (nacido el 28 de agosto de 1975 in Vantaa) (Bajo, Voz Secundaria)
- Sami Osala (nacido el 10 de marzo de 1980 in Seinäjoki) (Batería (Desde 2005)
- Riku Rajamaa (nacido el 4 de noviembre de 1975 in Helsinki) (Guitarra, Coros) (desde 2007 como músico contratado)
- Osmo Ikonen (nacido el 18 de abril de 1980 in Helsinki) (Teclado)

## Discografía

### Álbumes
| Año  | Álbum                    | Posición peak | Posición peak | Posición peak | Posición peak | Posición peak | Posición peak |
| Año  | Álbum                    | FIN           | SWI           | AUT           | GER           | SWE           | GRE           |
| ---- | ------------------------ | ------------- | ------------- | ------------- | ------------- | ------------- | ------------- |
| 2006 | On the Way to Wonderland | 2             | 15            | 5             | 12            | 10            | 1             |
| 2009 | Popgasm                  | 5             | 7             | 13            | 16            | -             | -             |
| 2010 | Acoustic Tour 2010       | 5             | -             | -             | -             | -             | -             |
| 2011 | Out of Style             |               |               |               |               |               |               |
| 2013 | Unholy Ground            |               |               |               |               |               |               |
| 2017 | Heartbreak Century       |               |               |               |               |               |               |

### Sencillos
| Año  | Sencillo             | Mejores posiciones en listas | Mejores posiciones en listas | Mejores posiciones en listas | Mejores posiciones en listas | Mejores posiciones en listas | Mejores posiciones en listas | Mejores posiciones en listas | Mejores posiciones en listas | Mejores posiciones en listas | Mejores posiciones en listas | Mejores posiciones en listas | Mejores posiciones en listas | Mejores posiciones en listas | Mejores posiciones en listas | Mejores posiciones en listas | Álbum                    |
| Año  | Sencillo             | FIN                          | SWI                          | AUT                          | GER                          | SWE                          | GRE                          | ITA                          | SVK                          | BEL                          | POL                          | RUS                          | ROM                          | GRE                          | BUL                          | EU                           | Álbum                    |
| ---- | -------------------- | ---------------------------- | ---------------------------- | ---------------------------- | ---------------------------- | ---------------------------- | ---------------------------- | ---------------------------- | ---------------------------- | ---------------------------- | ---------------------------- | ---------------------------- | ---------------------------- | ---------------------------- | ---------------------------- | ---------------------------- | ------------------------ |
| 2006 | "All Because Of You" | 11                           | -                            | -                            | -                            | -                            | -                            | -                            | -                            | -                            | -                            | -                            | -                            | -                            | -                            | -                            | On The Way to Wonderland |
| 2006 | "Romeo"              | 4                            | -                            | -                            | -                            | -                            | -                            | -                            | -                            | -                            | -                            | -                            | -                            | -                            | -                            | -                            | On The Way to Wonderland |
| 2006 | "Fairytale Gone Bad" | 2                            | 2                            | 3                            | 3                            | 10                           | 8                            | 23                           | 1                            | 12                           | -                            | 1                            | 1                            | 8                            | 2                            | 13                           | On The Way to Wonderland |
| 2007 | "Forever Yours"      | 3                            | 82                           | 42                           | 35                           | -                            | 10                           | -                            | -                            | 19                           | -                            | -                            | -                            | 27                           | -                            |                              | On The Way to Wonderland |
| 2007 | "Diamonds"           | 14                           | -                            | -                            | -                            | -                            | -                            | -                            | -                            | -                            | -                            | -                            | -                            | -                            | -                            | -                            | On The Way to Wonderland |
| 2007 | "Heal Me"            | 16                           | -                            | -                            | 58                           | 28                           | -                            | -                            | 28                           | -                            | -                            | -                            | -                            | -                            | -                            | -                            | On The Way to Wonderland |
| 2008 | "Choose To Be Me"    | -                            | -                            | 50                           | 24                           | -                            | -                            | -                            | -                            | -                            | -                            | -                            | -                            | -                            | -                            | 88                           | On The Way to Wonderland |
| 2009 | "The Whole Story"    | 4                            | 82                           | 36                           | 26                           | 17                           | -                            | -                            | -                            | -                            | -                            | 77                           | -                            | -                            | -                            | -                            | Popgasm                  |
| 2009 | "Not Again"          | 13                           | -                            | -                            | 54                           | -                            | -                            | -                            | -                            | -                            | -                            | -                            | -                            | -                            | -                            |                              | Popgasm                  |
| 2009 | "Birds And Bees"     | 23                           | -                            | -                            | -                            | -                            | -                            | -                            | -                            | -                            | -                            | -                            | -                            | -                            | -                            |                              | Popgasm                  |
| 2009 | "Happiness EP"       | 55                           | -                            | -                            | -                            | -                            | -                            | -                            | -                            | -                            | -                            | -                            | -                            | -                            | -                            |                              | Popgasm                  |
| 2009 | "Welcome To My Life" | 6                            | -                            | -                            | 35                           | -                            | -                            | -                            | -                            | -                            | -                            | -                            | -                            | -                            | -                            |                              | Popgasm                  |

### DVD
- Live in Wonderland (2007)